# Haworth and Stanbury

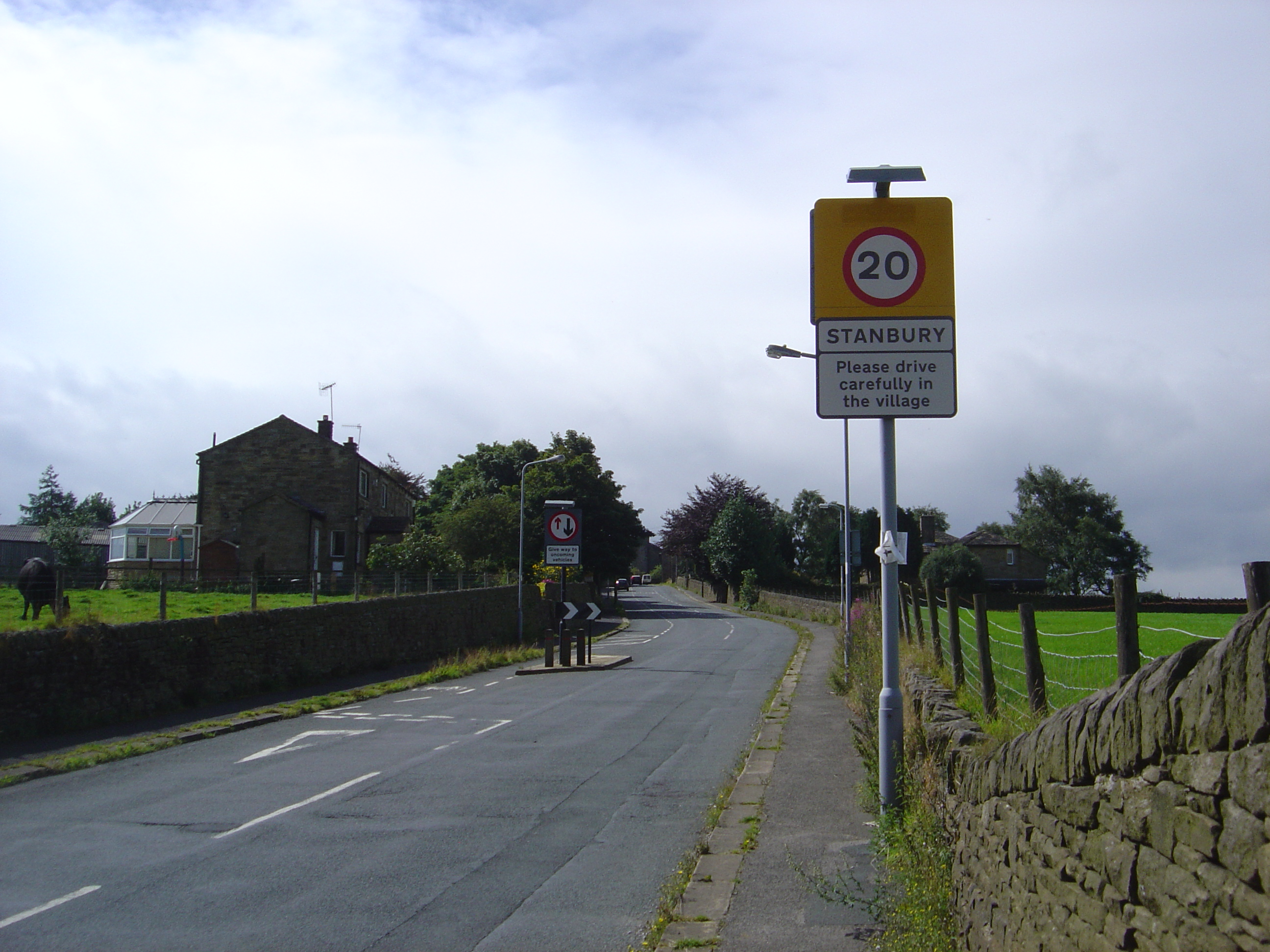
Stanbury

Haworth and Stanbury är en civil parish i distriktet Bradford, i grevskapet West Yorkshire, i England. Civil parish är belägen 15 km från Bradford. Det inkluderar Haworth, Hole, Lumb Foot och Stanbury. Civil parishen inrättades den 1 april 2023.